# Хосе Карлос Ласо
Хосе Карлос Ласо (ісп. José Carlos Lazo, нар. 16 лютого 1996, Санлукар-де-Баррамеда) — іспанський футболіст, півзахисник клубу «Альбасете».

## Ігрова кар'єра
Народився 16 лютого 1996 року в місті Санлукар-де-Баррамеда. Вихованець юнацької команди «Атлетіко Санлукеньйо», а 2012 року був запрошений до кантери мадридського «Реала».
У дорослому футболі дебютував 2015 року виступами за команду «Реал Мадрид Кастілья», після чого на умовах оренди грав за «Вільярреал Б» та «Рекреатіво» (Уельва).
2018 року перейшов до «Хетафе», з якого також віддавався в оренду, спочатку до «Луго», а згодом до «Альмерії».
2020 року уклав повноцінний контракт з останнім клубом.